# Riesel (Brakel)
Riesel ist ein Ortsteil der Stadt Brakel und gehört somit zum Kreis Höxter in Nordrhein-Westfalen. 565 Einwohner (Stand 31. Dezember 2020) wohnen in diesem Ortsteil.

## Geographie
Die Ortschaft liegt im Tal des Flusses Aa unweit des Zusammenflusses dieses kleinen Gewässers mit der etwas größeren Nethe. Die Stadt Brakel liegt rund 2 km in nordöstlicher Richtung.  Der benachbarte Ortsteil Rheder befindet sich 2 km entfernt in südlicher Richtung. Im Westen befindet sich der Ortsteil Istrup.
Inmitten der Ortschaft liegt die kleine Pfarrkirche St. Georg. Bei Starkniederschlägen kann das Wasser der vorbeifließenden Aa in den Ortskern drücken und fließt dann ungehindert in Wohnhäuser, Wirtschaftsgebäude und selbst in die Kirche.
Tiefster Punkt des Dorfes ist das Flussbett der Aa nahe der Stadt Brakel bei rund 130 Meter über NN.

## Geschichte
Riesel gehörte bis zu den Napoleonischen Kriegen zur Gografschaft Brakel im Hochstift Paderborn. Im Königreich Westphalen bildete Riesel von 1807 bis 1813 eine Gemeinde im Kanton Brakel des Distrikts Höxter im Departement der Fulda und fiel dann an Preußen. 1816 kam die Gemeinde zum neuen Kreis Brakel und 1832 zum Kreis Höxter, in dem sie zum Amt Brakel gehörte. Am 1. Januar 1970 wurde Riesel durch das Gesetz zur Neugliederung des Kreises Höxter in die Stadt Brakel eingegliedert.

## Vereinsleben
In Riesel existiert ein sehr reges Vereinsleben. Hervorzuheben sind hier der Sportverein FC Aa-Nethetal (Riesel, Istrup, Rheder), der TV Riesel (Tischtennis, Frauen- und Männerturnen, Taekwondo) sowie die Katholische Landjugendbewegung, der Schützenverein, der Gesangsverein und der Wanderverein.